# Акбузат
Акбузат (башк. Аҡбуҙат, тат. Акбузат) — в башкирської міфології чарівний крилатий богатирський кінь, родоначальник тулпарів. Зустрічається також у татаро-мишарському фольклорі. Кінь Урал-Батира, один із головних персонажів башкирського епосу (кубаїра) «Акбузат».

## Образ коня Акбузата в башкирському епосі

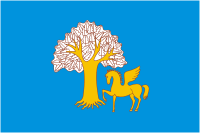
Акбузат на прапорі Кігинського району

Опис краси Акбузата належить до числа найбільш розроблених і поширених «загальних місць» у поетичному тексті епосу «Урал-батир». З незначними варіаціями він повторюється і в інших башкирських епічних творах.

## У культурі
Антоніо Спадавеккиа спільно з Х. Заїмовим написали оперу «Акбузат» («Чарівний кінь») (вперше поставлена в 1942 році в Башкирському театрі опери і балету).

## В інших сферах
Розташований у місті Октябрський завод з виробництва професійного посуду з порцеляни
«Башкирський Фарфор» (раніше «Башкирський завод фарфорових виробів», «Жовтневий завод фарфорових виробів») обрав в якості логотипу крилатого коня.